# 野村勝人
野村 勝人（のむら かつひと、11月2日 - ）は、日本の男性声優。

## 略歴
2012年現在はカレイドスコープに所属しているが、以前はケッケコーポレーションに所属していた。

## 人物
OVA『I"s Pure』の瀬戸一貴役が、声優としてのデビューである。声優へのインタビューの「出演が決まった時の気持ちは？」という質問に対し、出演が決まったと電話連絡を受けた瞬間はうれしかったものの、それ以降はデビュー作だったこともあり、プレッシャーを感じたと本人が述べている。なお、本人曰く実際にアフレコで演じている時も「いっぱいいっぱい」だったとのこと。
音域はA - F。方言は茨城弁。
趣味・特技は野球。

## 出演
太字はメインキャラクター。

### テレビアニメ
2006年
- あさっての方向。（網野徹允）
- 女子高生 GIRL'S-HIGH（森永）

2007年
- おおきく振りかぶって（三星野球部選手B、桐青野球部員〈スタンド〉 他）
- CODE-E（巫光太郎）
- 史上最強の弟子ケンイチ（キサラ隊の男）
- 神曲奏界ポリフォニカ（男子生徒）
- ロケットガール（ユウジ）

2008年
- かんなぎ（チンピラ）
- 地獄少女 三鼎（越智浩人）
- ストライクウィッチーズ（少年兵）
- Mission-E（巫光太郎）
- モノクローム・ファクター（テニス部員）
- ヤッターマン（第2作）（客）

2009年
- 空を見上げる少女の瞳に映る世界（クラスメイトA）
- DARKER THAN BLACK -流星の双子-（ノリオ）
- テガミバチ（住人A、住民D）

2014年
- 牙狼〈GARO〉-炎の刻印-（アルフォンソ・サン・ヴァリアンテ）

2015年
- 牙狼 -紅蓮ノ月-（源頼信）

2018年
- 牙狼〈GARO〉-VANISHING LINE-（アラン）

2020年
- THE GOD OF HIGH SCHOOL ゴッド・オブ・ハイスクール（ナ・ハンソン）

2024年
- ラーメン赤猫（渡井）

### 劇場アニメ
- 牙狼〈GARO〉-DIVINE FLAME-（2016年、アルフォンソ・サン・ヴァリアンテ[8]）
- 薄墨桜 -GARO-（2018年、源頼信[9]）

### OVA
- I"s Pure（2005年、瀬戸一貴）
- 絶対衝激 〜PLATONIC HEART〜（2008年、オタクA）
- 電波的な彼女〜幸福ゲーム〜（2009年、大学生A）

### Webアニメ
- MONSTERS 一百三情飛龍侍極（2024年、マスター[10]）

### ゲーム
- I"s Pure（2006年、瀬戸一貴）
- デモンパラサイト 悪魔のような天使の彼女（2007年、速水十三）
- アヴァロンコード（2008年、アンワール）
- 幼なじみは大統領 My girlfriend is the PRESIDENT.（2009年、森田）
- クロバラノワルキューレ（2016年、篠原ケンゴ[11]）

### 吹き替え
- GOTHAM/ゴッサム（ジェローム・ヴァレスカ〈キャメロン・モナハン〉）
- 主任警部アラン・バンクス（スペンサー）
- スター・ウォーズ 反乱者たち（オレグ）
- BONES -骨は語る-（エモリー・スチュアート）

### ドラマCD
- キスとDO-JIN!〜王子様はカリスマ大手!?〜（2007年）
- シュラキ〜朱羅姫〜 オリジナルドラマCD全5話（2007年 - 2008年、守屋真灯路）※「シュラキ・トリニティBOX-01〜05」付属ドラマCD
- ドラマCD バカとテストと召喚獣 Vol.2（2008年、常村勇作）
- HCD 執事様のお気に入り 3（2009年、Bクラス生徒達）
- Persona Drama CD（2009年、黒瓜勉）
- 牙狼〈GARO〉-炎の刻印- スペシャルドラマCD（2014年、アルフォンソ・サン・ヴァリアンテ）

### ラジオ
※はインターネット配信。
- 牙狼〈GARO〉-炎の刻印- 魔戒通信（2014年 - 2015年、HiBiKi Radio Station）[12]

### 映像商品
- 牙狼10周年記念 魔界ノ宴 -GARO FES.-（2016年10月19日）

### その他
- 牙狼〈GARO〉-炎の刻印-「饗応-DAY BREAK-」